# Crkva sv. Mitra u Ravnom
Crkva sv. Mitra je katolička crkva u Ravnom u Bosni i Hercegovini. Zajedno s dva stećka na brdu Oblat, proglašena je 2018. godine nacionalnim spomenikom Bosne i Hercegovine.

## Povijest
Vrijeme izgradnje ne može se točno odrediti, a pretpostavlja se da je sagrađena početkom 14. stoljeća. Pretpostavlja se da je ime dobila po starokršćanskom mučeniku Demitriju (Dimitrije, Dmitar, Mitar).

## Opis
Građevina je jednobrodnog tipa pravokutne osnove, orijentirana u pravcu istok-zapad, s ulazom sa zapada. Zidana je kamenim blokovima visine oko 30 cm, promjenjive širine. Vanjske dimenzije su oko 7,47 x 4,57 m, a debljina zidova oko 57 cm. Pod popločan kamenim pločama nepravilnog oblika ispod je razine ulaznih vrata oko 30 cm. Unutrašnja visina crkve je oko 185 cm te je zasvođena niskim bačvastim svodom. Pokrivena je dvovodnim krovom od kamenih ploča.
Glavni oltar na obzidanom kamenom podiju nalazi se na istočnoj strani. Osvijetljena je manjim prozorskim otvorima; na sve četiri fasade nalazi se po jedan prozor. Kameni zvonik na preslicu novije je izvedbe, a izveden je na pravokutnom postolju s kamenim stupovima iznad kojih je polukružni luk iznad kojeg je kameni križ.
Uz sami ulaz nalaze se dva stećka orijentirana u smjeru sjeverozapad-jugoistok. Jedan je u obliku stupa s uklesanim velikim križem na stupu, sa sandukom, a drugi u obliku ploče bez dekoracija.

## Poveznice
- Ravno
- Crkva Rođenja Blažene Djevice Marije u Ravnom

### Mrežna sjedišta
- Povijesno područje – Crkva sv. Mitra sa starim grobovima u Ravnom (PDF). Povjerenstvo za očuvanje nacionalnih spomenika BiH. Pristupljeno 12. lipnja 2022. |url-status=dead zahtijeva |archive-url= (pomoć)